# ۱۱۷۵ (میلادی)
۱۱۷۵ (میلادی) هزار و صد و هفتاد و پنجمین سال تقویم میلادی است.

## درگذشتگان
‎